# 空军防空作战奖章

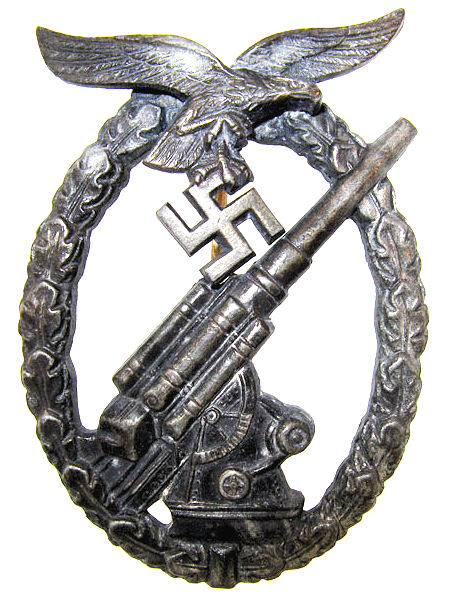
空军防空作战奖章

空军防空作战奖章（德語：Flak-Kampfabzeichen der Luftwaffe）是纳粹德国在二战期间设立的一项军事嘉奖。1941年1月10日，时任空军总司令赫尔曼·戈林宣布设立此章。该奖章是颁给在应对敌方空中或地面袭击时展现出过人之处的防空炮部队官兵的。 